# Želiv
Želiv är en ort i Tjeckien.   Den ligger i distriktet Okres Pelhřimov och regionen Vysočina, i den centrala delen av landet, 80 km sydost om huvudstaden Prag. Želiv ligger 407 meter över havet och antalet invånare är 1 152.
Terrängen runt Želiv är huvudsakligen platt, men åt nordost är den kuperad. Želiv ligger nere i en dal. Runt Želiv är det ganska tätbefolkat, med 62 invånare per kvadratkilometer. Närmaste större samhälle är Humpolec, 10,0 km öster om Želiv. Omgivningarna runt Želiv är en mosaik av jordbruksmark och naturlig växtlighet.